# Beaumont, Haute-Savoie
Beaumont är en kommun i departementet Haute-Savoie i regionen Auvergne-Rhône-Alpes i sydöstra Frankrike. Kommunen ligger i kantonen Saint-Julien-en-Genevois som tillhör arrondissementet Saint-Julien-en-Genevois. År 2022 hade Beaumont 3 081 invånare.

## Befolkningsutveckling
Antalet invånare i kommunen Beaumont
| Referens: INSEE |